# Bolt
Bolt（舊名Taxify）是一間交通網路公司，總部位於愛沙尼亞塔林，以開發行動應用程式連結乘客和司機，提供載客車輛租賃及實時共乘 。 截至2020年7月，Bolt的業務橫跨歐洲、非洲、亞州和中美洲等共40個國家和150多個城市，為100多個機場提供接送機服務。該公司在全球擁有約5,000萬用戶和150萬名司機。

## 歷史
Bolt(Taxify)由Markus Villig在2013年成立，他聚集所有塔林和里加的計程車到一個平台。 這項服務於2013年8月開始，並於2014年，拓展國外事業。2019年，Taxify更名為Bolt，並於同年8月推出雜貨配送服務Bolt Food。2021年5月，Bolt推出汽車共享服務Bolt Drive。

### 融資歷史
- 2019年7月，C轮融资，Bolt科技获得Korelya Capital领投的6000万美元欧元资金，跟投的包括Startup Wise Guys、Creandum、G Squared、Counterpart Advisors、Superangel等。[1]
- 2020年1月，Bolt科技获得 European Investment Bank 独家5000万欧元投资。
- 2020年5月，Bolt科技通过可转换债券从 Naya Capital 募集1亿欧元资金。[1]
- 2020年12月，D轮融资，Bolt科技获得 D1 Capital Partners 领投，Darsana Capital Partners跟投的1.5亿欧元投资。
- 2021年3月，Bolt科技透过可转换债券从 International Finance Corporation 募集2000万欧元资金。[1]

## 產品及服務

### Bolt Rides
Bolt公司的主要服務是網約車服務。最近在泰國，Bolt最近實施了加強的安全措施，包括要求司機自拍驗證和對車輛的安全監控，並由內部安全團隊提供支持。

### Bolt Food
Bolt Food於2019年推出，是一個線上食物訂購和送遞平台。

### Bolt Drive
Bolt Drive提供全天候共享汽車租賃服務。它的租車費中已經包含了汽油，泊車和保險費用。

### 租用滑板車服務
用戶可以通過Bolt應用程序找到附近的滑板車。用戶找到滑板車的位置後，就可以使用應用程序掃描滑板車上的QR碼，從而解鎖滑板車。

### 租用電動脚踏車服務
與滑板車租賃類似，Bolt提供電動脚踏車租賃服務。用戶可以在街上找到電動自行車，或者通過應用程序的地圖找到它們，之後使用Bolt應用程序解鎖它們並開始使用電子脚踏車。

## 獎項
- 在2014年Taxify獲得愛沙尼亞最佳行動應用程式獎。[6]